# Hieracium malovanicum
Hieracium malovanicum es una especie de planta con flor del género Hieracium, de la familia Asteraceae, orden Asterales.

## Distribución
Hieracium malovanicum se distribuye por Croacia.

## Taxonomía
Fue descrita científicamente por Degen y Zahn.